# Viola kusanoana
Viola kusanoana är en violväxtart som beskrevs av Tomitaro Makino. Viola kusanoana ingår i släktet violer, och familjen violväxter. Utöver nominatformen finns också underarten V. k. subrosea.